# Ткаченко, Елена Ивановна
Ткаченко Елена Ивановна (род. 2 октября 1968, УССР СССР) — российский художник, модельер, мастер художественного экспериментального текстиля, живописец, график. Работает с техниками: гобелен, холодный и горячий батик, вышивка, аппликация, экспериментального плетения. Художник создает новые фактуры ткани на базе традиционных техник.
Член Союза Художников России; Член Ассоциации Искусствоведов России (AIS-AICA); Член Европейской Текстильной Сети (ETN); Член Международной Художественной Ассоциации Художников 21 века (21C ICAA); Член творческого объединения «Деревня Художников».

## Ранние годы и образование
Ткаченко Елена Ивановна родилась в Украине.
С ранних лет увлеклась рисованием, занималась в художественной школе.
С 1983 по 1986 год училась в Киеве в Республиканской художественной средней Школе им. Т. Г. Шевченко.
С 1986 по 1989 год училась на художественно-графическом факультете Харьковского Педагогического института им. Г. С. Сковороды.
С 1989 года Елена Ткаченко постоянно живёт и работает в России в городе Санкт-Петербург.
С 1989 по 1993 год училась в Санкт-Петербургской художественно-промышленной академии им. барона А. Л. Штиглица на отделении художественного текстиля, по специальности «Художник плательных и мебельно-декоративных тканей» у мастера Бориса Георгиевича Мигаля. Защитила дипломную работу "Комплекс плательных тканей «Времена года», получила отличную оценку ГЭК и рекомендацию представлять ВУЗ на выставке в Японии .
В 1994 году вступила в Союз Художников России, секция Декоративно-Прикладного искусства.
1999—2000 годы — созданы серии работ в технике батик: «Венок», «Весна», «Лето», «Осень», «Зима».

## Творчество
Художественный метод Елены Ткаченко основан на экспериментах с различными материалами и техниками. Оригинальный способ плетения, принт, ручная роспись, аппликация выдавленными из шёлка элементов, пэчворк, обработка поверхностей силиконом и акрилом — эти приёмы характеризуют стиль мастера.

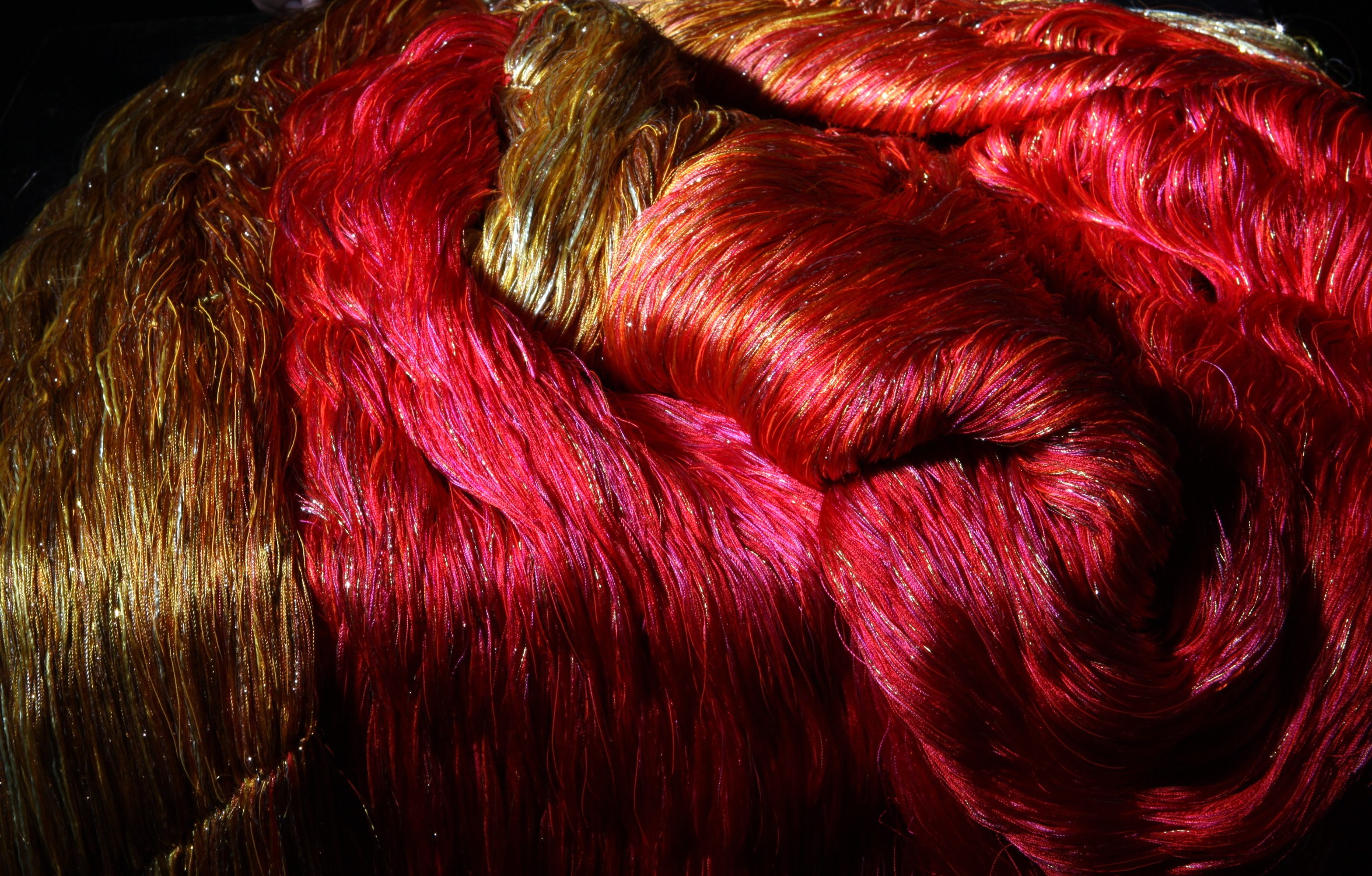
Драгоценная ткань "Любовь Небесная"

### Авторская техника
С 1998 года разрабатывает авторскую технику создания текстильного полотна — «Живопись нитью». Это тысячи метров разноцветных шёлковых, вискозных, металлизированных нитей, сплетённых вместе. Самая большая «драгоценная ткань» достигает семи метров в длину.
Оригинальное плетение создаёт неповторимую и зыбкую поверхность со сложной цветовой гаммой и тонкими переходами оттенков, сравнимую с живописным холстом. Но в отличие от него, могут изменять свою форму, создавая объёмы, движущиеся в пространстве вместе с моделью. Арт-полотна представляют собой уникальное явление современного искусства, объединяющий в себе живопись, текстиль и моду.

### Проекты

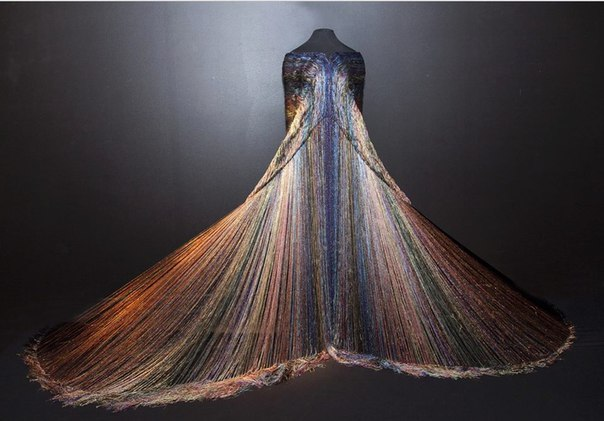
арт-полотно "Венеция. Тёмное золото". Проект "Пенелопа среди городов"

В технике «Живопись нитью» создано три серии текстильных арт-полотен. По замыслу художника, «драгоценная ткань» выставляется на музейном манекене с натянутыми и прикрепленными к подиуму нитями. Кропотливый процесс создания каждой инсталляции требует много времени, но он позволяет показать зрителю всю уникальную красоту объекта современного искусства, раскрывая каждый сантиметр поверхности ткани.2009—2010 годы — проект «Пенелопа среди городов». Серия из девяти арт-полотен: «Тёмное золото», «Акварельная Венеция», «Ощущение счастья», «Цвет для Венеции», «Летейские воды», «Отражение большого канала», «Жемчужное небо», «Сан-Марко на фоне неба», «Вода и город», три из которых находятся в коллекции Государственного Эрмитажа. Вдохновением послужила Венеция, с её сложными цветовыми комбинациями ночной площади Сан-Марко, отражением палаццо в атласной воде каналов, тонкими вибрациями воздуха и света. Елена Ткаченко создала «портрет города для глаз» в текстиле. Созвучным чувством отозвались строки из эссе И. А. Бродского «Набережная неисцелимых»: «…на фоне этой Пенелопы среди городов, ткущей свои узоры днем и распускающей ночью, без всякого Улисса на горизонте. Одно море». Они и дали название данному проекту.
2010 год — проект «Песнь Песней». Серия из четырёх арт-полотен: «Предчувствие любви», «Любовь Земная», «Любовь Небесная», «Любовь Совершенная». Источниками вдохновения стали полотно Рембрандта «Еврейская невеста» и строки из «Песнь Песней» Соломона: «Положи меня, как печать, на сердце твое, как перстень, на руку твою: ибо крепка, как смерть, любовь; люта, как преисподняя, ревность; стрелы ее — стрелы огненные; она пламень весьма сильный». Елена Ткаченко смело поёт собственную песнь о цвете, тайне и радости любви.

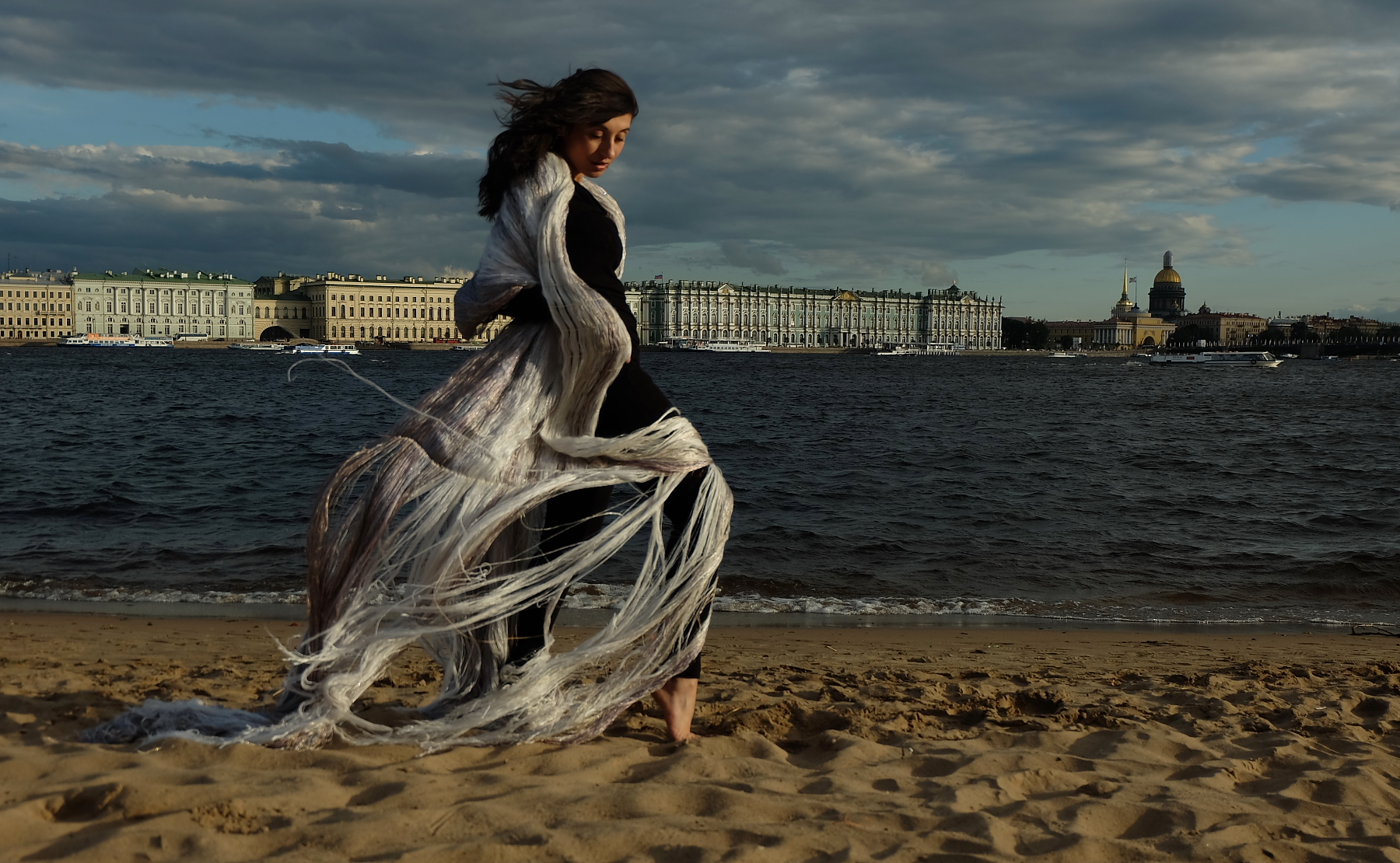
арт-полотно "Санкт-Петербург. Туманы"

2011 год — проект «Санкт-Петербург», состоящий из двух арт-полотен: «Санкт-Петербург. Дожди», «Санкт-Петербург. Туманы». Тяжелая струящаяся ткань, меняющая оттенки в зависимости от падающих на её поверхность света — точная метафора Петербурга, города предельно статичного в своей бесконечно разнообразной по цвету меланхолии. Поэтому и появляются переходы холодного белого, серебристо-серого и жемчужно-чёрного оттенков, которые всегда определяли визуальный образ Северной столицы.

фрагмент гобелена "Древо жизни"

### Гобелены
2006—2007 год — гобелен «Древо жизни»
2006 год — гобелен «Золотой дождь»
2009—2010 годы — гобелен «Букет для любимой»
2015—2016 годы — ковёр-гобелен «Тундра» — выполнен по заказу Выставочного зала ГБУК НАО «Дворец культуры «Арктика» г. Нарьян-Мара, Россия. Состоит из трёх частей: «Весна», «Лето», «Осень». Вместе — это двадцать мобильных текстильных пазлов, что открывает большие возможности для экспонирования арт-объекта.
2016 год — гобелен «Волшебный лес»
2018 год — гобелен «Белая тундра»

## Модный Дом
17 октября 2013 год — открытие именного Модного Дома «ELENA TKACHENKO» вместе с искусствоведом Галиной Домахой.
Модный Дом выпускает коллекции Haute Couture, Pret-a-Porter de lux, аксессуары и шали в разнообразных авторских техниках Елены Ткаченко, в том числе и «Живопись нитью». Основная часть процесса создания вещей проходит вручную. Произведения бренда представляют собой синтез актуального искусства, живописи, текстиля и моды. Оригинальные коллекции Модного Дома балансируют между произведением искусства и комфортной элегантной вещью, которую можно носить.

### Коллекции Модного Дома
2003 год — «Фактуры». Продолжена в 2017 году.
2013—2019 годы — «Живопись, которую можно носить». Шали в авторской технике плетения «Живопись нитью».
2014 год — «Гофре»
2014 год — «Лёгкая жизнь тяжёлого металла»
2014 год — «Лето»
2014 год — «Золотая флора». Коллекция Haute Couture.
2014 год — «Райский сад»
2014—2015 годы — «Спирали»
2015—2016 годы — «Готика»
2016 год — «Белый гардероб»
2016 год — «Гауди»
2016 год — «Драгоценности»
2016 год — «TUNDRA».
2016 год — «Перья»
2016—2017 годы — «Весна Ренессанса»
2016—2017 годы — «Фантастические цветы»
2017—2018 годы — «La Perla». Коллекция Haute Couture.
2018 год — «Эфиры»
2018—2019 годы — «Мозаика»
2018—2019 годы — «Портрет весны»
2019 год — «Кружева»
2019 год — «JUBBA»
2019—2020 годы — «ЭВА». Коллекция Haute Couture.
2020—2021 годы — «Птица счастья». Коллекция Pret-a-Porter de lux.
2020—2021 годы — «Прерафаэлиты»
2021-2022 годы — «Тонкие материи». Боа
2022 год - «Silver». Коллекция Pret-a-Porter de lux.
2023 год - «Божественная роза». Коллекция Haute Couture.
2024 год - «Восточный экспресс»
2024 год - «Нефритовые листья»
2024 год - «Тайна сирени»
2024 год - «Лёгкая жизнь тяжёлого металла». Обновлённая версия
2025 год  - «ACQUAFLORA»

## Признание и награды
В феврале 2012 года Елена Ткаченко была удостоена «Серебряной медали Российской Академии Художеств» за проект «Песнь Песней».
2011 год — победитель в номинации «Лучший арт-объект» за работу «Посвящение Рембрандту».
2011 год — Диплом IV Международного фестиваля Декоративного искусства «Знаки Родной Земли», «Незабытые Традиции» за работу «Предчувствие любви».
2015 год — диплом Второй Российской триеннале современного гобелена Государственного историко-архитектурного, художественного и ландшафтного музей-заповедника «Царицыно». Москва, Россия.
2015 год — диплом международной выставки художественного текстиля «Textile Prague» за инсталляцию «Любовь Небесная» из серии «Песнь Песней». Прага, Чехия
2017 год — диплом международного художественного фестиваля «Мир и Любовь». Сеул, Южная Корея.
2018 год — награждена дипломом общегородского конкурса «Женщина года». Санкт-Петербург, Россия.
2021 год - лауреат общегородского конкурса «Женщина года - 2021» в номинации "Индустрия моды и красоты". Санкт-Петербург, Россия.
Работы Елены Ткаченко находятся в музейных собраниях: Государственного Эрмитажа; Государственного Дворца Конгрессов — Константиновского Дворца, Санкт-Петербург; Художественного музея Ченджоу, провинции Хайнань, Китай; Её величества принцессы Кентской, Великобритания и других частных зарубежных и российских собраниях.
2022 год - награждена синей шапочкой мастера в категории «дизайнер» в рамках ХХХ международного фестиваля искусств «Мастер класс».

## Персональные Выставки
Июнь 2001 года — первая персональная выставка «Райский сад», Центр Faerhamhool в г. Фареме. Великобритания.
Ноябрь 2003 года — показ коллекции эксклюзивных аксессуаров «Цвет и фактура» в рамках Российской недели моды, Москва. Россия.
Май 2004 года — показ коллекции «Красное» и участие в научной конференции в рамках «Адмиралтейской иглы», Санкт-Петербург. Россия.
Март 2006 года — «Живопись, которую можно носить», Центральный выставочный зал Санкт-Петербургского Союза художников, Санкт-Петербург. Россия.
Октябрь 2006 года — «Музыка движения», Молодёжный образовательный центр Государственного Эрмитажа, Санкт-Петербург. Россия.
Апрель 2008 года — «Древо жизни», Центральный выставочный зал Санкт-Петербургского Союза художников, Санкт-Петербург. Россия.
Декабрь 2009 года − январь 2010 года — «Пенелопа среди городов», Центральный Дом Художника, Москва. Россия.
Февраль 2010 года — «Пенелопа среди городов», DO- галерея, Санкт-Петербург. Россия.
Май-июнь 2010 года — «Венеция: Север-Юг», Центральный выставочный зал Союза художников России, Санкт-Петербург. Россия.
Декабрь 2010 года — «Венеция», «Санкт-Петербург», «Песнь Песней», Выставочный центр «Небесная линия», Санкт-Петербург. Россия.
Декабрь 2010 года — «Песнь Песней», DO- галерея, Санкт-Петербург. Россия.
Июль-август 2011 года — «Диалоги», Дворец Конгрессов — Константиновский Дворец, Санкт-Петербург. Россия.
Октябрь 2013 года — выставка PRIMAMATERIA в рамках Международной Недели Моды Aurora Fashion Week Russia в галерее «Контракт рисовальщика», Санкт-Петербург. Россия.
Декабрь 2013 года — выставка инсталляций «ПЕСНЬ ПЕСНЕЙ» в Центральном выставочном зале Союза художников России, Москва. Россия.
Март 2014 года — показ коллекции «Лёгкая жизнь тяжёлого металла» в DO-галерее. Санкт-Петербург, Россия.
Май 2014 года — выставка-инсталляций «Гармонии таинственная власть» из серий «Пенелопа среди городов», «Санкт-Петербург», «ПЕСНЬ ПЕСНЕЙ» в главном здании Елагиноостровского дворца-музея. Санкт-Петербург, Россия.
Июнь 2014 года — показ коллекции «Райский сад» в Овальном зале главного здания Елагиноостровского дворца-музея. Санкт-Петербург, Россия.
Декабрь 2014 года — проект «Метаморфозы праздника» в Доме Учёных, Владимирский дворец. Гала-показ коллекций Haute Couture «ЗОЛОТАЯ ФЛОРА», «Живопись, которую можно носить» и живые инсталляции из серии «ПЕСНЬ ПЕСНЕЙ». Празднование первой годовщины Модного Дома. Санкт-Петербург, Россия.
Март-апрель 2015 года — выставка инсталляций «ПЕСНЬ ПЕСНЕЙ» в Выставочном зале ГБУК НАО Культурно-делового центра «Арктика». Нарьян-Мар, Россия.
Ноябрь 2015 года — выставка ковра-гобелена «Тундра» в DO-галерее. Санкт-Петербург, Россия.
Май-август 2016 года — выставка FLORAART в Большом Полуциркульном зале Конюшенного корпуса Елагиноостровского дворца-музея. Ковёр-гобелен «Тундра», коллекции «TUNDRA», «Лёгкая жизнь тяжёлого металла», Haute Couture «ЗОЛОТАЯ ФЛОРА», «Весна Ренессанса», «Райский сад». Санкт-Петербург, Россия.
Декабрь 2016 года — выставка «Красная тундра» в DO-галерее. Санкт-Петербург, Россия.
Май-сентябрь 2017 года — выставка «Афродита in VOGUE» в Конюшенном корпусе Елагиноостровского дворца-музея. Коллекция Haute Couture «LA PERLA» и шали из серии «Санкт-Петербург». Санкт-Петербург, Россия.
Ноябрь 2017 года — выставка инсталляций «Искусство в пространстве моды» под эгидой VI Санкт-Петербургского международного культурного форума в официальной гостинице Государственного Эрмитажа в зале «Галерея Растрелли». Санкт-Петербург, Россия.
Декабрь 2017 года — гала-показ в официальной гостинице Государственного Эрмитажа коллекций Haute Couture «LA PERLA», «ЗОЛОТАЯ ФЛОРА», «Живопись, которую можно носить» в рамках празднования четырёхлетия Модного Дома. Санкт-Петербург, Россия.
Февраль 2018 года — показ-перформанс «Природа чувств». Ковёр-гобелен «Тундра», коллекция «TUNDRA» в официальной гостинице Государственного Эрмитажа. Санкт-Петербург, Россия.
Март 2018 года — показ коллекции Haute Couture «LA PERLA» в Торговом Представительстве Российской Федерации во Франции в рамках Парижской Недели Моды. Париж, Франция.
Июнь-август 2018 года — выставка «ПЕСНЬ ПЕСНЕЙ» в Центральном выставочном зале города Пермь в рамках международного Дягилевского фестиваля. Пермь, Россия.
Сентябрь 2018 года — показ коллекции Haute Couture «ЗОЛОТАЯ ФЛОРА» в Торговом Представительстве Российской Федерации во Франции в рамках культурно-деловой миссии «Дни Санкт-Петербурга в Париже». Париж, Франция.
Октябрь 2018 года — показ коллекции Haute Couture «ЗОЛОТАЯ ФЛОРА» в Инженерном замке Государственного Русского музея. Санкт-Петербург, Россия.
Ноябрь 2018 года — выставка «Искусство в пространстве моды» под эгидой VII Санкт-Петербургского международного культурного форума в рамках приоритетного проекта «Санкт-Петербург — международный центр индустрии моды» в официальной гостинице Государственного Эрмитажа в зале «Галерея Растрелли». Коллекции Haute Couture «LA PERLA», «ЗОЛОТАЯ ФЛОРА», которые были представлены в рамках Недель Моды в Париже. Санкт-Петербург, Россия.
Март 2019 года — презентация «Искусство, которое можно носить в XXI веке» в Санкт-Петербургском союзе дизайнеров «Мойка,8». Санкт-Петербург, Россия.
Сентябрь 2019 года — презентация коллекции «JUBBA» в рамках Парижской Недели Моды в шоу-руме «Claude Patrick» по адресу: 10, rue Chevalier de St-George 75001. Париж, Франция.
Апрель 2021 года - закрытый показ и презентация коллекции Pret-a-Porter de lux "Птица счастья" в рамках международного форума "Новые правила роста" в пространстве музея "Россия - моя история". Санкт-Петербург, Россия.

## Выборочные групповые выставки
В период с 1993 по 2013 год постоянный участник весенне-осенних Выставок Союза Художников России в Санкт-Петербурге, Россия.
Июнь 1999 года — Международный текстильный симпозиум «Белые ночи». Санкт-Петербург, Россия.
Сентябрь 2000 года — выставка «Цветы России» в Музее Декоративно-прикладного Искусства. Москва, Россия.
Декабрь 2005 года — совместная выставка «Он и она» с художником по металлу И. Андрюхиным в Елагиноостровском Дворце-музее русского декоративно-прикладного искусства (Санкт-Петербург), на которой представила серию работ «Красная». Санкт-Петербург, Россия.
2006—2007 годы — выставки на даче Линдстрема, Константиновский дворец. Санкт-Петербург, Россия.
Апрель 2007 года — показ коллекции «Живопись, которую можно носить» в Центральном выставочном зале Манеж. Санкт-Петербург, Россия.
Сентябрь 2008 года — участник 16-го международного фестиваля «Мир в Сеуле». Сеул, Южная Корея.
Июнь 2009 года — участник 17-го международного фестиваля «Завтра». Сеул, Южная Корея.
Июнь 2010 года — показ коллекций «Венеция» и «Санкт-Петербург» в рамках III международном фестивале садово-паркового искусства и ландшафтной архитектуры «Императорские сады России» в Мраморном дворце Государственного Русского музея. Санкт-Петербург, Россия.
Июль 2010 года — юбилейная выставка «Деревня художников. 25 лет» в Центральном выставочном зале «Манеж». Санкт-Петербург, Россия.
Сентябрь 2011 года — первое Всероссийское триеннале современного гобелена Государственного историко-архитектурного, художественного и ландшафтного музей-заповедника «Царицыно». Москва, Россия.
Сентябрь 2011 года — 16 Международная Текстильная Конференция (ETN). Каунас, Литва.
Декабрь 2011 года — Первое Международное художественное бьеннале (NEWA) в Художественном музее г. Ченджоу. Провинция Хайнань, Китай.
Декабрь 2011 года — IV Международный фестиваль Декоративного искусства «Незабытые традиции» в Государственном выставочном зале "Галерея «Беляево». Москва, Россия.
Февраль 2012 года — «Ученики — Учителю». Выставка памяти Б. Г. Мигаля в музее Санкт-Петербургской государственной художественно-промышленной Академии им. А. Л. Штиглица. Санкт-Петербург, Россия.
Октябрь 2012 года — вечер памяти поэта Иосифа Бродского в Музее-квартире И. А. Бродского. Санкт-Петербург, Россия.
Май-ноябрь 2013 года — официальный представитель России на XIV Международном текстильном триеннале. Лодзь, Польша.
Май-декабрь 2013 года — официальный представитель России на XXV Международной Юбилейной Ассамблее Европейской Текстильной Сети. Мадрид, Испания.
Октябрь 2014 года — участие в выставке «GRANDE TEXTILE». Москва, Россия.
Май 2015 года — показ коллекции «Лёгкая жизнь тяжёлого металла» в рамках международного кузнечного фестиваля «Свято КовалIв». Ивано-Франковск, Украина.
Июнь 2015 года — участие в VIII международном фестивале садово-паркового искусства и ландшафтной архитектуры «Императорские сады России» с проектом «Тундра. Живая земля» в Михайловском саду Государственного Русского музея, Санкт-Петербург. Россия.
Октябрь 2015 года — участие в выставке «Текстиль и акварель» с проектом «Тундра. Живая земля» части «Весна» и «Лето» в Большом зале Выставочного центра Санкт-Петербургского Союза художников, Санкт-Петербург, Россия.
Ноябрь 2015 года — участие в международной выставке художественного текстиля «Textile Prague». Прага, Чехия.
Февраль-март 2017 года — участие в юбилейной выставке «85 лет Санкт-Петербургскому Союзу художников» в Центральном выставочном зале «Манеж». Санкт-Петербург, Россия.
Май-июнь 2017 года — выставка-инсталляция «Цвет для Венеции» в Пиль башне ГМЗ Павловск. Шаль из коллекции «Пенелопа среди городов». В рамках программы «Сиреневый променад». Павловск, Россия.
Сентябрь 2017 года — показ коллекции «Лёгкая жизнь тяжёлого металла» в рамках конкурса «Петербургская красавица». Корпус Бенуа Государственного Русского музея. Санкт-Петербург, Россия.
Сентябрь 2017 года — участие в выставке «Background» в рамках XVIII Российско-Финляндского культурного форума «Сто образов культуры» с ковром-гобеленом «Тундра». Санкт-Петербург, Россия.
Сентябрь 2017 года — участие в гала-показе «Великая сентябрьская модная революция», приуроченного к приезду дизайнера KENZO TAKADA. Универмаг Au Pont Rouge. Санкт-Петербург, Россия.
Октябрь 2017 года — участие в Международном Форуме Моды. Проект «Искусство, которое можно носить». Экспозиция коллекции Haute Couture «LA PERLA». Центр дизайна ARTPLAY. Санкт-Петербург, Россия.
Октябрь 2017 года — показ коллекции Haute Couture «LA PERLA» в отеле «Новый Петергоф». Петергоф, Санкт-Петербург, Россия.
Декабрь 2017 года — участие в международном художественном фестивале «Мир и любовь», гобелен «Белая тундра». Сеул, Южная Корея.
Январь 2018 года — участие в международной выставке «Who’s next». Париж, Франция.
Март 2018 года — участие в фестивале OPENING Textile Trends Show. Презентация Модного Дома. Большой Гостиный Двор. Санкт-Петербург, Россия.
Апрель 2018 года — участие в международной выставке «Salone del mobile» с проектом «The Tundra Tapestry». Via Medici, 15. The Circus Store. Милан, Италия.
Апрель 2018 года — участие в международном фестивале при поддержке World Culture Artists Association. Сеул, Южная Корея.
Сентябрь 2018 года — выставка-инсталляция «Санкт-Петербург. Дожди и туманы» в рамках празднования пятидесятилетия дружественных отношений городов побратимов Санкт-Петербурга и Антверпена. Церковь Святого Августина. Антверпен, Бельгия.
Сентябрь 2018 года — участие в международной выставке «Who’s next». Инсталляция «Санкт-Петербург. Дожди и туманы». Париж, Франция.
Сентябрь 2018 года — участие в фестивале OPENING Textile Trends Show. Экспозиция «Белая тундра» и коллекции Haute Couture «LA PERLA». Креативное пространство «Ткачи». Санкт-Петербург, Россия.
Ноябрь 2018 года — участие в экспозиции петербургских дизайнеров, участвовавших в парижской выставке «Who’s next». Шаль «Бирюза». Торговый дом «Пассаж». Санкт-Петербург, Россия.
Ноябрь-декабрь 2018 года — участие в выставке «Мыслить в материале: текстиль, керамика, фарфор, стекло, металл (традиции ленинградской — петербургской школы декоративно-прикладного искусства)» в Культурно-выставочном центре Государственного Русского музея (отделе Государственного областного автономного учреждения культуры «Мурманский областной художественный музей»). Проект «Белая тундра». Мурманск, Россия.
Январь 2019 года — показ коллекции «Живопись, которую можно носить» в рамках Недели Высокой Моды в Париже в Торговом представительстве Российской Федерации во Франции. Париж, Франция.
Май 2019 года — участие в торжественном аукционе фонда Hermitage Capital Uk в Национальной Галерее в Лондоне. Шаль «История любви». Лондон, Великобритания.
Май 2019 года — участие в экспозиции петербургских дизайнеров, участвовавших в парижской выставке «Who’s next» в Центре развития и поддержки предпринимательства Санкт-Петербурга. Шаль «Предчувствие весны». Санкт-Петербург, Россия.
Июнь 2019 года — участие в выставке «Прекрасная дама Серебряного века» в Ротонде Розового павильона ГМЗ Павловск с коллекцией Haute Couture «ЭВА». Павловск, Россия.
Июнь 2021 года - выставка художественного текстиля «Шёлк Венецианских отражений». Инсталляция шалей из серии «Пенелопа среди городов». В рамках фестиваля «Сиреневый променад». Розовый павильон ГМЗ Павловска, Россия.
Октябрь-ноябрь 2021 года - участие в выставочном проекте «Старинная гравюра и офорт XV –XX вв. Посвящение Строгановым, или Коллекционерская страсть» с коллекцией Haute Couture «Золотая Флора». Центральный выставочный зал города Пермь, Комсомольский пр., 8. Пермь, Россия.
Ноябрь 2021 года - гала-показ коллекции Haute Couture «Золотая Флора» в рамках выставочного проекта «Старинная гравюра и офорт XV –XX вв. Посвящение Строгановым, или Коллекционерская страсть». Центральный выставочный зал города Пермь, Комсомольский пр., 8. Пермь, Россия.
Сентябрь 2022 года - пленэрный показ коллекции «COLOR REGIUS».  Проект «Ускользающая красота»  в память о фотографе Деборе Турбевиль (1932-2013 гг.). В рамках XXX международного фестиваля искусств «Мастер класс». Дача купца В. Ф. Громова, Лопухинский сад, Санкт-Петербург, Россия.
Сентябрь 2022 года - закрытый показ коллекции Haute Couture «Silver» в рамках XXX международного фестиваля искусств «Мастер класс». Атриум ГШ, Санкт-Петербург, Россия.
Июнь 2023 года - закрытый пленэрный показ коллекции Haute Couture «Божественная роза» в рамках фестиваля в честь открытия сезона университетских садов 2023 года. Тема фестиваля: «Роза – королева сада». Ботанический сад СПбГУ, Санкт-Петербург, Россия.
Июль 2023 года - два показа коллекции Haute Couture «Божественная роза» на галерее Гонзаго и в Розовом павильоне в Государственном музее-заповеднике Павловске на фестивале-прогулке «Императорский букет». Россия.
Ноябрь 2024 года - показ обновлённой коллекции «Лёгкая жизнь тяжёлого металла» в рамках церемонии награждения VII Международной архитектурно-дизайнерской премии «Золотой Трезини — 2024». Санкт-Петербург, Россия.
Апрель 2025 года - «ACQUAFLORA. Диалог акварели и шёлка». Коллаборация с художником-акварелистом Еленой Базановой. Совместная выставка в Zarenkov Gallery.